# Puchar Serbii w piłce nożnej (2006/2007)
Puchar Serbii w piłce nożnej mężczyzn (2006/2007) – 1. edycja rozgrywek mających na celu wyłonienie zdobywcy Pucharu Serbii, który uzyska tym samym prawo gry w pierwszej rundzie kwalifikacyjnej Pucharu UEFA.

## Runda wstępna
| Drużyna 1           | Wynik         | Drużyna 2      |
| ------------------- | ------------- | -------------- |
| 23 sierpnia 2006    |               |                |
| Timok Zaječar       | 2:0           | OFK Niš        |
| Jedinstvo Putevi    | 0:0 karne 4:3 | Jedinstvo Ub   |
| Radnički Kragujevac | 0:1           | Vlasina        |
| Mokra Gora          | 2:1           | FK Novi Pazar  |
| Teleoptik           | 3:1           | Dinamo Pančevo |
| 13 września 2006    |               |                |
| Big Bull Bačinci    | 3:1           | RFK Novi Sad   |

## 1/16 finału
| Drużyna 1            | Wynik         | Drużyna 2       |
| -------------------- | ------------- | --------------- |
| 20 września 2006     |               |                 |
| Partizan Belgrad     | 3:0           | ČSK Pivara      |
| FK Vojvodina         | 4:1           | BASK Belgrad    |
| FK Bežanija          | 4:0           | Mačva Šabac     |
| Radnički Niš         | 3:0           | Hajduk Kula     |
| OFK Mladenovac       | 2:1           | FK Smederevo    |
| Spartak Subotica     | 0:2           | Mladost Apatin  |
| Big Bull Bačinci     | 0:4           | OFK Beograd     |
| Timok Zaječar        | 0:1           | Banat Zrenjanin |
| Teleoptik            | 2:2 karne 4:5 | FK Voždovac     |
| Mokra Gora           | 1:1 karne 3:2 | Borac Čačak     |
| Obilić Belgrad       | 0:3           | Vlasina         |
| FK Srem              | 1:0           | FK Rad          |
| Napredak Kruševac    | 3:0           | Javor Ivanjica  |
| Jedinstvo Putevi     | 1:3           | FK Čukarički    |
| 25 października 2006 |               |                 |
| FK Crvena zvezda     | 3:0           | FK Sevojno      |
| FK Zemun             | 1:1 karne 3:5 | Radnički Pirot  |

## 1/8 finału
| Drużyna 1            | Wynik         | Drużyna 2         |
| -------------------- | ------------- | ----------------- |
| 25 października 2006 |               |                   |
| Mladost Apatin       | 2:0           | OFK Beograd       |
| Banat Zrenjanin      | 1:1 karne 8:7 | Napredak Kruševac |
| FK Voždovac          | 1:2           | FK Čukarički      |
| Partizan Belgrad     | 2:0           | FK Srem           |
| OFK Mladenovac       | 0:1           | FK Vojvodina      |
| Vlasina              | 0:0 karne 2:4 | FK Bežanija       |
| 8 listopada 2006     |               |                   |
| Mokra Gora           | 1:2           | FK Crvena zvezda  |
| Radnički Pirot       | 3:1           | Radnički Niš      |

## Ćwierćfinał
| Drużyna 1       | Wynik | Drużyna 2        |
| --------------- | ----- | ---------------- |
| 14 marca 2007   |       |                  |
| Mladost Apatin  | 0:3   | Partizan Belgrad |
| Banat Zrenjanin | 1:0   | FK Bežanija      |
| FK Čukarički    | 0:2   | FK Crvena zvezda |
| Radnički Pirot  | 1:2   | FK Vojvodina     |

## Półfinał
| Drużyna 1        | Wynik | Drużyna 2        |
| ---------------- | ----- | ---------------- |
| 18 kwietnia 2007 |       |                  |
| FK Crvena zvezda | 1:0   | Partizan Belgrad |
| FK Vojvodina     | 1:0   | Banat Zrenjanin  |

## Finał
| Drużyna 1        | Wynik | Drużyna 2    |
| ---------------- | ----- | ------------ |
| 15 maja 2007     |       |              |
| FK Crvena zvezda | 2:0   | FK Vojvodina |

| Zdobywca Pucharu Serbii 2006/2007 |
| --------------------------------- |
| FK Crvena zvezda 1. tytuł         |